# Tétrose
Un tétrose est un ose (monosaccharide) à quatre atomes de carbone, de formule brute C4H8O4.
Les tétroses ont soit un groupe fonctionnel aldéhyde en position 1 (aldotétroses), soit un groupe fonctionnel cétone en position 2 (cétotétroses).
Les aldotétroses ont deux centres stéréogènes (atomes de carbone asymétriques) : deux paires d'énantiomères, diastéréoisomères entre elles, sont possibles.
Les aldotétroses naturels sont le :
- D-érythrose ;
- D-thréose.

Le seul cétotétrose naturel est le D-érythrulose.

## Galerie

L- et D-érythrose.
L- et D-thréose.
L- et D-érythrulose.